# Кривошеина, Ксения Игоревна
Ксения Игоревна Кривошеина (также часто Ершова-Кривошеина, фр. Xenia Krivocheine; род. 23 декабря 1945, Ленинград) — русско-французская художница, иллюстратор, ювелир и публицист.

## Биография
Родилась в семье художника Игоря Ершова, внучка оперного тенора Ивана Васильевича Ершова.
В СССР была членом Союза художников, работала иллюстратором детских книг, многочисленные публикации. Вышла замуж за Никиту Кривошеина, выехала в Париж в 1980 году. Является исследователем творчества Марии (Скобцовой). Автор многочисленных публикаций в журналах, автор сайта о ней www.mere-marie.com, а также книги «Красота спасающая» — о жизни и творчестве матери Марии (Спб, изд. Искусство. 2004 г.). Занимается живописным и литературным наследием Марии (Скобцовой).
Публикуется в газете «Русская мысль» и во французских сборниках. В 2003 году (№ 12) в «Звезде» опубликован роман «Русская рулетка».
Ксения Игоревна Кривошеина является членом-основателем «Движения за поместное православие в Западной Европе» (OLTR), одним из руководителей православного сайта Корсунской Епархии (РПЦ) и активным общественным православным деятелем во Франции.
В 2012 году в издательстве «Сатис» СПб, издана книга воспоминаний Ксении Кривошеиной «Пути Господни»
24 апреля 2016 года по благословению Святейшего Патриарха Московского и всея Руси Кирилла во внимание к трудам на благо Церкви, епископ Корсунский Нестор наградил прихожанку храма, номинанта Патриаршей литературной премии 2016 года Ксению Игоревну Кривошеину орденом Русской Православной Церкви преподобной Евфросинии Московской III степени.

## Публикации
книги
- Красота спасающая. Мать Мария (Скобцова). Живопись. Графика. Вышивка : [книга-альбом] / авт.-сост. К. И. Кривошеина. — Санкт-Петербург : Искусство-СПб, 2004. — 202, [1] с. — ISBN 5-210-01573-4
- Недоумок : [повесть]. — Нижний Новгород : Христианская б-ка, 2006. — 220, [3] с. — ISBN 5-88213-073-5
- La beauté salvatrice. — Paris : les Éd. du Cerf, 2012. - 107 p. - ISBN 9782204099240
- «Пути Господни». Воспоминания. — СПб.: Сатисъ, 2012. — 288 с. — ISBN 978-5-7868-0059.
- Мать Мария (Скобцова). Святая наших дней: 12+. — Москва : Эксмо, 2015. — 691, [1] с. — (Религия. Великие люди XX века). — ISBN 978-5-699-69950-6 : 3 000 экз.
- Оттаявшее время или искушение свободой. — Санкт-Петербург : Алетейя, 2017. — 253 с. — ISBN 978-5-906910-73-8
- Золотые купола над Парижем: колыбель православия в центре Европы : [16+] / Ксения Кривошеина. — Москва : Эксмо, 2019. — 142, [1] с. — (Православная библиотека). — ISBN 978-5-04-090029-9 : 1500 экз.
- О том, как Лиза Пиленко стала святой Марией Парижской. — Париж ; Нижний Новгород : Христианская библиотека, 2020. — 102 с. — ISBN 978-5-905472-67-1 : 500 экз.

журнальные публикации
- Русская рулетка // «Звезда» 2003. — № 12
- Работа за шкаф // «Звезда» 2008. — № 6
- «…и вот я умерла»: Жизнь и судьба матери Марии (Скобцовой) // Новый журнал, 2008. — № 253
- Святой антифашист // Нескучный сад. 2009. — № 5.
- «Белая роза» и «Резистанс» // «Нева» 2009. — № 10
- Отец, учитель, друг и соавтор. О художнике Игоре Ивановиче Ершове, ученике и последователе Виктора Васнецова и Ивана Билибина вспоминает его дочь, друг и соавтор // Фома. 2009. — № 12 (80) — С. 80-85.
- «Завороженность жизнью» // ЗВЕЗДА. 2012. — ноябрь

статьи в интернете
- [www.belousenko.com/books/art/ershov/ershov_xenia.htm ПОЗНАЙ САМОГО СЕБЯ] // belousenko.com, 2007
- «Заманенные Сталиным»
- Иван Ершов и русская опера
- Блеск и нищета русского Парижа // pravmir.ru, 3 августа 2011
- Бодрствуйте, молитесь обо мне… // pravmir.ru, 1 октября 2012
- РАССЕЧЬ ГРАНИЦЫ ВРЕМЕНИ // pravoslavie.ru, 31 октября 2012
- «…И возвращается ветер на круги свои». Отрывок из книги Ксении Кривошеиной «Пути Господни» // taday.ru 22 ноября 2012
- Вещий сон: а цепочка с крестом моим как будто ожила // pravmir.ru, 12 августа 2017

интервью
- НЕ ДРУГИЕ БЕРЕГА — интервью с Ксенией Кривошеиной // prichod.ru, 22.04.2013
- «ЕСЛИ БЫ АРХИЕПИСКОПИЯ ОТВЕТИЛА СОГЛАСИЕМ НА ПРИЗЫВ ПАТРИАРХА АЛЕКСИЯ II…» // pravoslavie.ru, 23 июля 2019
- Ксения Кривошеина о выставке матери Марии Скобцовой в Риге YOU TUBE https://www.youtube.com/watch?v=0a91QtpsCQU
- Ксения Кривошеина — новая книга ЭКСМО «Мать Мария (Скобцова). Святая наших дней» http://litmir.biz/rd/89678/p1